# Wyżyna Naddnieprzańska
Wyżyna Naddnieprzańska – wyżyna, znajdująca się w środkowej części Ukrainy, między środkowym biegiem Dniepru i Bohu. 
Powierzchnia wyżyny jest pagórkowata (do 323 m n.p.m.) i rozczłonkowana głębokimi dolinami rzek Siniucha, Ingulec, Roś. Na wschodzie opada stromym i wysokim (do ok. 100 m) progiem ku dolinie Dniepru.
Klimat umiarkowany ciepły, na południu – suchy. Występują tutaj duże złoża rud żelaza oraz węgla brunatnego.